# Histoire du Dakota du Nord
L'Histoire du Dakota du Nord témoigne d'une colonisation très tardive, en raison de la présence sur ces terres de redoutables tribus amérindiennes qui infligent en 1876 à l'armée américaine une cuisante défaite lors de la bataille de Little Bighorn.

## Époque des explorations et des amérindiens

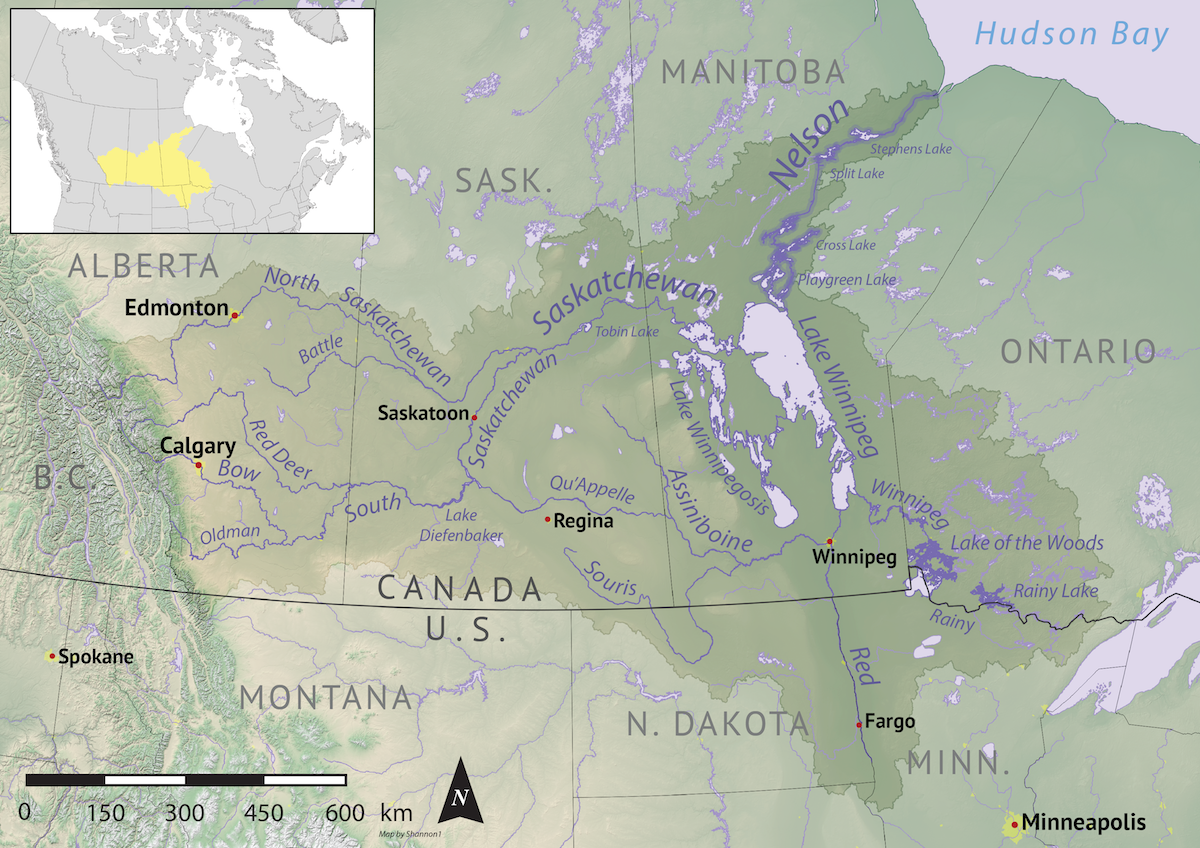
Le bassin des explorations de La Vérendrye.

Le premier Européen à atteindre l'actuel Dakota du Nord était le troqueur canadien français Pierre Gaultier de La Vérendrye, qui mena une exploration des villages mandans en 1738. Les possibilités d'exploration furent cependant limitées par la position précaire des possessions françaises au Canada, certaines se situant tout près de colonies britanniques, l'hostilité des Sioux, considérant les Français comme alliés des Cris et des Ojibwés. Les frères Verendrye ont mené une expédition en 1743, en partant de Fort La Reine, sur le lac Manitoba, dans l'espoir de tracer une route fluviale vers le Pacifique. Arrivés approximativement au centre de l'actuel État du Dakota du Sud, grâce au réseau fluvial, ils bifurquent soudainement vers l'ouest, sans que l'on puisse savoir avec certitude jusqu'où, avant de reprendre la direction du nord. Leur journal évoque vaguement leur position « [...] en vue des montagnes », montagnes que l'on peut identifier soit aux Black Hills soit aux monts Big Horn. En 1795, l'expédition Mackay-Evans remonte elle jusqu'à l'actuel Dakota du Nord, où elle expulse plusieurs marchands britanniques.
Les accords commerciaux entre les tribus amérindiennes permettaient à peu de tribus du Dakota du Nord d'entrer en contact direct avec les Européens. L'arrivée de l'expédition Lewis et Clark en 1804, les a cependant mis au courant des réclamations française et espagnole sur ces territoires. Lors de l'achat de la Louisiane de 1803, la plupart des terres acquises furent organisées entre le Territoire du Minnesota et celui du Nebraska.

## Réorganisations territoriales de 1861 et 1864

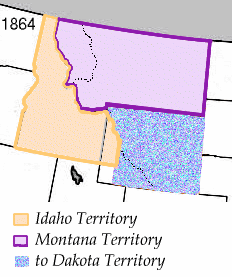
1864 : le Territoire de l'Idaho (en jaune), le Territoire du Montana nouvellement créé (en violet) et les terres rétrocédés au Territoire du Dakota (en mauve).

Quand le territoire du Minnesota devient un État en 1858, les territoires adjacents perdent toute organisation administrative. À la signature du traité de Yankton la même année, transférant la plupart des terres lakotas au gouvernement américain, les quelques colons présents forment un gouvernement provisoire et tentent sans succès d'obtenir le statut de territoire.
Après trois années d'intense lobbying de la part du beau-frère d'Abraham Lincoln, J.B.S. Todd, Washington reconnaît finalement le territoire du Dakota le 2 mars 1861 qui couvre pendant un temps de larges sections des actuels États du Montana et du Wyoming. En 1863, il est réduit aux dimensions actuelles des deux Dakota par la création du territoire de l'Idaho incorporant les terres situées à l'ouest du 117e méridien.
En 1864, le territoire récupère une partie de ces terres retirées du territoire de l'Idaho (en vert sur la carte), situées au sud de la latitude du 46°30'N, sur le versant oriental du Continental Divide, ainsi que ceux à l'est de la longitude du 110°03' W. Section que le territoire perd quatre ans plus tard par la création du territoire du Wyoming à l'ouest du 117e méridien. La capitale du territoire est Yankton de 1861 à 1883, date à laquelle elle est transférée à Bismarck.

## Arrivée du chemin de fer et bataille de Little Bighorn
La Conquête de l'Ouest entraîne la création de centaines de petits journaux, le long de la ligne de chemin de fer sur laquelle travaillent des immigrés allemands. Mark Kellogg, reporter de l'un de ces journaux de la « Frontière sauvage », meurt au travail pendant la bataille de Little Bighorn, gagnée en juin 1876 par les chefs sioux Sitting Bull et Crazy Horse. En pleine guerre des Black Hills, Mark Kellogg avait rejoint l'ex-colonel Clement A. Lounsberry pour lancer le journal Bismarck Tribune à Bismarck, une petite ville fondée par la compagnie des chemins de fer Northern Pacific Railway dans ce qui deviendra le Dakota du Nord, afin d'héberger des immigrés allemands travaillant pour le chemin de fer. Lounsberry accompagne son ami Custer au combat. Mais sa femme tombe malade. Il doit céder sa place à son collègue Mark Kellogg, dont les militaires espèrent qu'il puisse raconter une victoire éclatante. Il sera tué sur le champ de bataille.
Le massacre sera révélé par l'Helena Herald, journal d'Andrew J. Fisk, à Helena dans le Montana, petite ville située 400 kilomètres plus à l'ouest, jusqu'à laquelle un survivant a galopé. Grâce au télégraphe, le Bismarck Tribune peut en rendre compte le 6 juillet, douze jours après la bataille. Par le télégraphe aussi, James Gordon Bennett, patron du New York Herald, demande à Andrew J. Fisk, patron du Bismarck Tribune, de foncer vers le champ de bataille pour ramener des détails, qui seront publiés le 11 juillet dans le New York Herald, dix-sept jours après. Le quotidien new-yorkais avait déjà publié un an plus tôt, de juillet à octobre 1875, une série de grandes enquêtes sur des commissions versées à Orvil Grant, le frère du président américain Ulysses S. Grant, dans une affaire de surfacturations sur les livraisons au 7e régiment de cavalerie de George Armstrong Custer, sous la plume de Ralph Meeker, grâce à l'aide discrète du Bismarck Tribune.

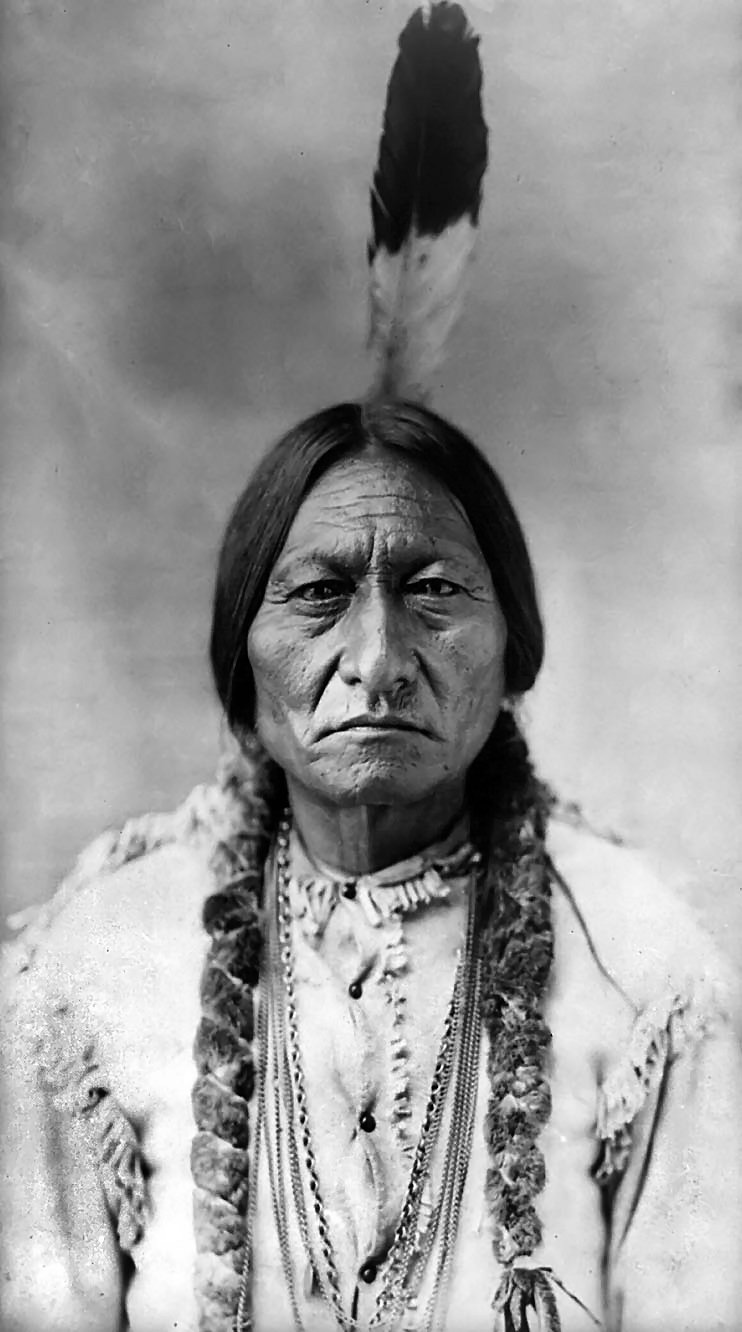
Chaman Sioux hunkpapa Sitting Bull.
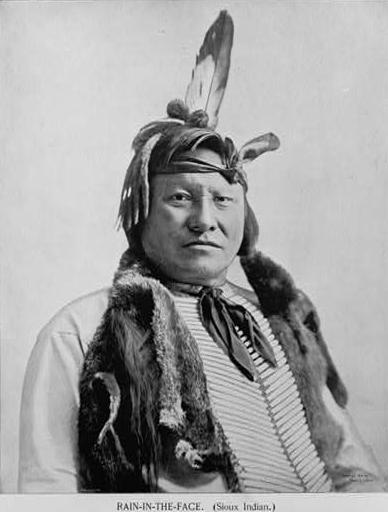
Rain In The Face, chef sioux hunkpapa.
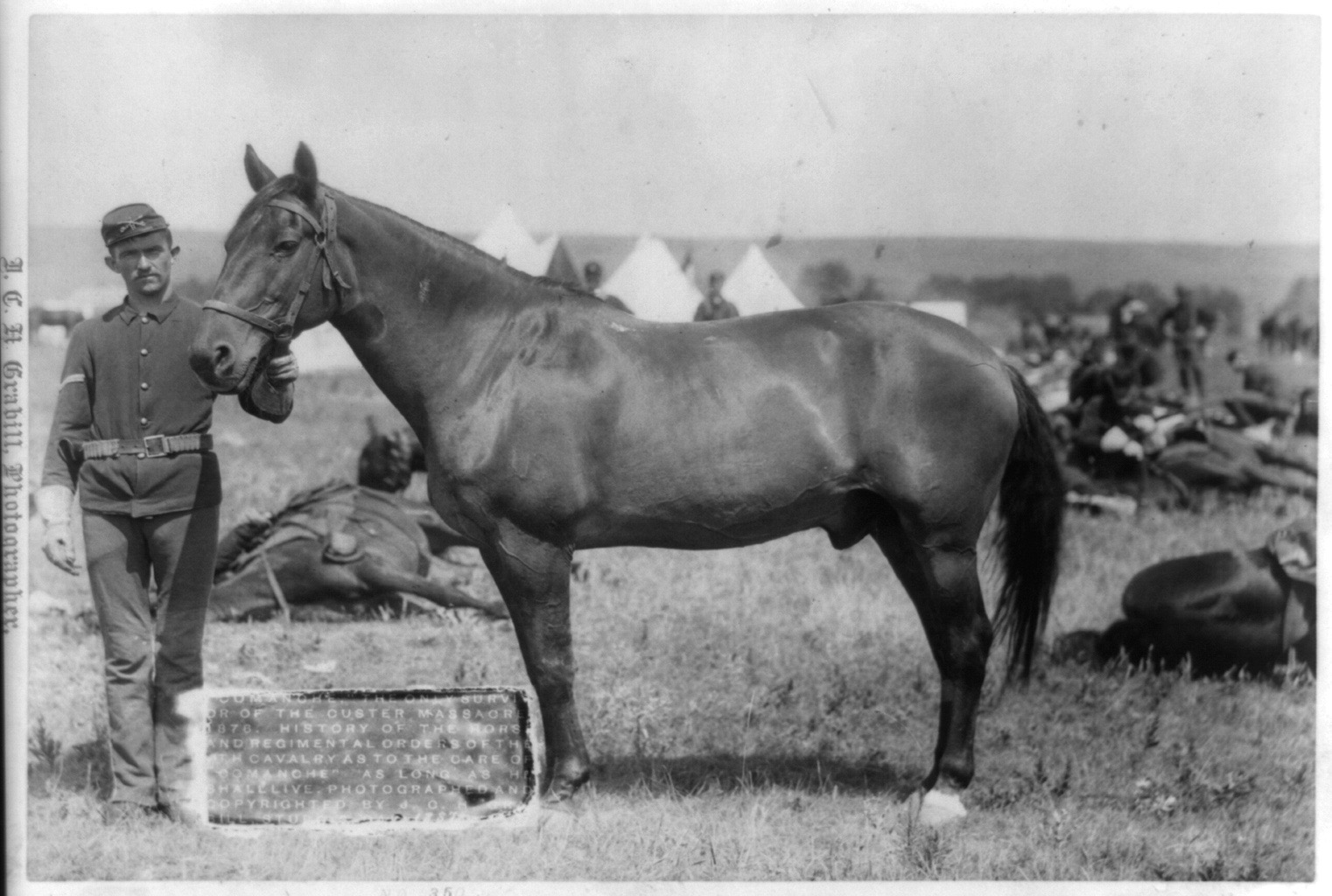
« Comanche », la monture du capitaine Keogh, « seul survivant du bataillon de Custer ».
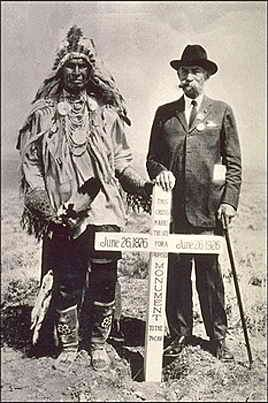
L'éclaireur crow White Man Runs Him et le général Godfrey, vétérans de la bataille, 1926.

## Chasse au bison, à l'époque de Buffalo Bill

Cette carte montre la disparition progressive du bison et sa situation en 1889 selon les recherches du naturaliste américain William Hornaday.

La population de bison américains est estimée à 60-100 millions au cours du deuxième quart du XIXe siècle, lorsque l'Ouest du continent est encore la propriété des amérindiens. Mais ensuite, les peaux de bison ont été utilisées pour fabriquer des courroies de machines industrielles, des vêtements, et des tapis, et massivement transportées à destination de l'Europe. Il n’existait plus en tout en Amérique du Nord que 750 bisons en 1890 et le Montana était l'une des régions les moins touchées par cette extinction. Le braconnage avait réduit à quelques dizaines d'animaux les troupeaux autochtones.
Pour repeupler, des animaux ont été transplantés d'autres réserves d’animaux sauvages. Un siècle plus tard, le bison est à nouveau chassé, pour sa régulation démographique.

## Proposition de loi de 1889
Ces terres furent colonisées de manière éparse à la fin du XIXe siècle, jusqu'à l'arrivée du chemin de fer et une commercialisation agressive des terres. Une proposition de loi pour la création de plusieurs États dont ceux du Dakota du Nord et du Dakota du Sud nommée l’Enabling Act of 1889 fut votée le 22 février 1889 sous la présidence de Grover Cleveland. Après le départ de ce dernier, il revint à son successeur, Benjamin Harrison, de signer la proclamation officielle admettant les Dakota du Nord et du Sud dans l'Union le 2 novembre 1889. Il est très difficile de savoir lequel du Dakota du Nord ou du Dakota du Sud a été intégré en premier puisque la signature a eu lieu le même jour. Le président Benjamin Harrison a toujours refusé d'indiquer l'ordre dans lequel il a signé les décrets. Cependant, la proclamation a été réalisée en premier pour le Dakota du Nord (en tant que premier par ordre alphabétique). Aussi est-il indiqué avant le Dakota du Sud par la plupart des sources. Le Dakota du Nord est le 39e État depuis le 2 novembre 1889.

## Réformes économiques et sociales au début duXXesiècle
La corruption régnant dans les gouvernements du territoire puis du jeune État conduisit à une vague de populisme au début du XXe siècle, qui a inspiré le film Northern Lights, de John Hanson et Rob Nilsson, sur fond de colère contre les grandes sociétés dans les milieux céréaliers. Caméra d'or au Festival de Cannes, il raconte l'histoire romancée d'un fermier d'origine suédoise, Ray Sorenson, qui décide d'organiser une Ligue populiste non partisane en réponse à la saisie d'une banque. Le film décrit les succès de la Ligue non partisane (Non Partisan League), menée par les producteurs de blé réclamant une stricte réglementation des chemins de fer et des banques, et la création d'agences de crédit agricole. À l'époque, Alexander McKenzie, principal homme politique du Dakota, vit au Minnesota, où sont situées les banques et les grandes sociétés de minoterie ou de chemin de fer qi s'enrichissant par le blé cultivé dans les petites fermes du Dakota voisin.
La Ligue non partisane s'inspire du mouvement des « grangers » créé en 1867 contre les grands intermédiaires, dans l'Illinois ou le Wisconsin, à une époque ou le Dakota n'existait pas. Elle devient une force politique après sa victoire aux élections de 1916. Menée par deux jeunes amis fermiers, inconnus jusque-là, Fred Wood et Arthur Charles Townley, le second venant du parti socialiste, elle espère remplacer le système des partis par une forme de démocratie directe. Grâce à elle, un autre fermier peu connu, Lynn Frazier, est élu gouverneur du Dakota du nord avec 79 % des voix, tandis que John Miller Baer, un agronome devenu dessinateur de presse, est élu à la chambre des représentants des États-Unis. Le prestige et la rhétorique de la Ligue non partisane se propagent à l'Ouest du Canada, dans les grandes prairies, où les agriculteurs deviennent de plus en plus conscients de leur force sociale. Dans le Dakota du Nord, ses succès amenèrent des réformes sociales et économiques. La Ligue non partisane est à l'origine de la création d'une société appartenant à l'État du Dakota du Nord, la "North Dakota Mill and Elevator". Située dans la ville de Grand Forks (Dakota du Nord), elle exploite le plus grand moulin à farine des États-Unis, doublé d'un Silo élévateur à grains et de machines permettant un traitement de farine pour fabriquer plus rapidement du pain et des pancakes,. Autre bâtiment important de l'État, le capitole du Dakota du Nord à Bismarck, fut détruit par un incendie le 28 décembre 1930 et fut remplacé par un gratte-ciel de style Art déco qui existe toujours aujourd'hui.

## Années 1950, barrages et bases militaires

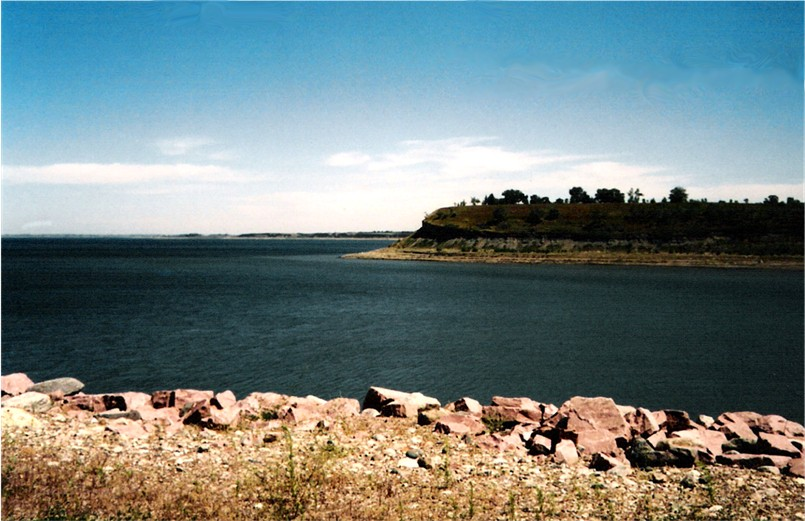
Le lac Sakakawea près du barrage Garrison.

La Seconde Guerre mondiale a vu l'économie de l'État stimulée car le Dakota du Nord a fourni des vivres et d'autres biens pour les troupes américaines engagées dans le conflit. Le Dakota du Nord livre aussi des produits comme des jumelles, instruments de l'aviation, des hélices des hélicoptères, ainsi que des pièces de navires. Après la guerre, une série de projets de constructions fédérales débutèrent dans les années 1950, dont le barrage Garrison et les bases aériennes de Minot et de Grand Forks. La Minot Air Force Base constitue l'un des principaux dépôts d'armes nucléaires aux États-Unis avec plus de 1 250 ogives. La base regroupait un effectif de 7 599 personnes civils et militaires en 2000, ce qui en fait une des plus importantes de l'US Army.
La construction du barrage Garrison débuta en 1947 et le remblai fut bouclé en avril 1953, pour une mise en exploitation en 1954. C'est le cinquième plus grand barrage remblai au monde . Il a généré la création du lac Sakakawea, troisième plus grand lac artificiel des États-Unis, après le lac Mead et le lac Powell, doté d'un centre national d'alevinage, qui est la plus grande installation d'élevage de doré jaune et de brochet. La création du lac Sakakawea a entrainé le déplacement des membres de la réserve indienne de Fort Berthold des villes de Van Hook et (Old) Sanish, nécessitant la création de New Town. Une troisième ville, Elbowoods, fut également perdue.

## Boom de l'exploration énergétique dans les années 1980 puis les années 2010
L'exploration pétrolière dans l'ouest du Dakota du Nord connut un boom dans les années 1980 avec l'augmentation du prix du pétrole. Dans les années 2010, la région se tourne vers une autre forme d'exploitation énergétique, avec les sables bitumeux. Le gisement de Bakken, découvert dès 1910, est dans une deuxième phase d'exploitation. La première, qui s'est déroulée de 1951 au début des années 1980, a cessé en raison de l'étroitesse du schiste. La seconde a démarré en 2008, grâce à la technologie du forage hydraulique horizontal. En 2012, la région accueillait environ 84 producteurs commerciaux de pétrole et de gaz, qui gèrent 200 plates-formes (contre 30 en 2009) et 6071 puits actifs produisant une moyenne de 500 000 barils par jour. La croissance s'est encore accélérée l'année suivante: plus de 1 700 nouveaux puits se sont forés en 2013 pour atteindre un total de presque dix mille puits et une production d’un million de barils de brut léger par jour. Au cours de la même année, la population du Dakota du Nord (670 000 habitants en 2010) a crû de vingt-deux mille nouveaux résidents, presque tous venus dans le secteur des huiles de schiste. Ce boom énergétique permet à l'État du Dakota d'afficher un plein-emploi dans tous les secteurs et un surplus budgétaire de plus de un milliard de dollars. Mais il a son revers de la médaille, avec des conditions de travail tendues. En avril 2013, à la suite de la mort d’un salarié de la compagnie First Choice Energy sur une plate-forme pétrolière à Stanley, dans le Dakota du Nord, les inspecteurs du travail ont découvert pas moins de neuf entorses graves à la législation sur la sécurité au travail.